# Miss Mesoamerica International
Miss Mesoamerica International is een internationale missverkiezing die in 1992 begon tussen de landen van Meso-Amerika en intussen openstaat voor landen wereldwijd.

## Geschiedenis
De missverkiezing werd in 1992 in het leven geroepen in El Salvador door Francisco Cortez die ook organisator van de nationale Miss El Salvador-verkiezing was. Hij deed dit ter ere van de historische Mayacultuur in de regio. De verkiezing heette toen Miss Mesoamerica en bij de eerste editie in 1992 namen de zeven landen van Meso-Amerika deel: Mexico, Belize, Costa Rica, Honduras, Nicaragua, Guatemala en El Salvador. In 1993 werd het deelnemersveld uitgebreid met de meer zuidelijk gelegen landen Colombia, Panama, Puerto Rico, de Dominicaanse Republiek en Venezuela. De wedstrijd kreeg toen de naam Miss Mesoamerica International. Reeds in 1995 nam Frankrijk als eerste Europese land deel en waren ook de Verenigde Staten vertegenwoordigd. In 1998 en 1999 werd de verkiezing afgelast ten gevolge van orkaan Mitch die eind 1998 voor een enorme verwoesting zorgde in Midden-Amerika. In de jaren nul verruimde het deelnemersveld met landen uit de hele wereld.

## Winner
| Year | Winners              | Country     |
| ---- | -------------------- | ----------- |
| 2024 | Brigith Navarro Lugo | Colombia    |
| 2023 | Maryori Moran        | Peru        |
| 2022 | Lisel Benítez        | Paraguay    |
| 2021 | Ismelys Velásquez    | Venezuela   |
| 2019 | Samantha Herrera     | Mexico      |
| 2018 | Vivian Jiménez       | El Salvador |
| 2017 | Stephany Sánchez     | Bolivia     |
| 2016 | Nicole Menayo        | Costa Rica  |
| 2015 | Paloma Llanes        | Mexico      |
| 2014 | María Valecillo      | Spanje      |
| 2013 | Mónica Mariani       | Paraguay    |
| 2012 | Irene Gómez          | Spanje      |
| 2011 | Tania Soto           | Puerto Rico |
| 2005 | Magdalena Stahl      | Ecuador     |
| 2004 | Ana Saidia Palma     | El Salvador |
| 2003 | Goizeder Azúa        | Venezuela   |
| 2002 | Keli Kaniak          | Brazilië    |
| 2001 | Giselle Garcés       | Colombia    |
| 2000 | Mariela Candia       | Paraguay    |
| 1997 | Yesenia Rodríguez    | El Salvador |
| 1996 | Marisela Moreno      | Panama      |
| 1995 | Margarita Reyes      | Colombia    |
| 1994 | Claudia Florentín    | Paraguay    |
| 1993 | Angélica Escobar     | Mexico      |
| 1992 | María Elena Ferreiro | El Salvador |